# ピケンズ郡 (ジョージア州)
ピケンズ郡（ピケンズぐん、英: Pickens County）は、アメリカ合衆国ジョージア州の北部に位置する郡である。人口は3万3216人（2020年）。郡庁所在地はジャスパー市であり、同郡で人口最大の都市である。
ピケンズ郡はアトランタ都市圏（正確にはアトランタ・サンディスプリングス・マリエッタ大都市統計地域）に属している。

## 歴史
1853年12月5日、ジョージア州議会がチェロキー郡とギルマー郡の一部を合わせてピケンズ郡を創設するための法案を成立させた。その後1869年にはチェロキー郡から、1858年と1863年にはギルマー郡から少しずつ領域を譲渡された。また1857年にはドーソン郡に1860年にはゴードン郡に、1870年にはチェロキー郡に領域の一部を渡した。
郡名はアメリカ独立戦争の将軍アンドリュー・ピケンズに因んで名付けられた。
ピケンズ郡初期の産業は大理石採掘業を中心に回っていた。ジョージア・マーブル・カンパニーがテイトに近いマーブルヒルにある。テイト小学校の校舎は大理石製である。リンカーン記念堂のエイブラハム・リンカーン像にもこの大理石が使われた。大理石の大半は白だが、まれにピンクのものもある。ピンクの大理石が見つかったことでは、世界でも数少ない場所の1つである。アメリカ軍の墓石にも大理石が使われているものがある。
ジョージア州道515号線が建設されたことでピケンズ郡は急速に成長した。この道路を地元では「4車線」と呼んでいる。多くの新しい企業や住人が移ってきている。
郡内ではジョージア大理石祭が開催されている。

## 地理
アメリカ合衆国国勢調査局に拠れば、郡域全面積は232.78平方マイル (602.9 km2)であり、このうち陸地232.13平方マイル (601.2 km2)、水域は0.65平方マイル (1.7 km2)で水域率は0.28%である。郡内の最高地点は標高3,288フィート (1,002 m) のマウント・オグルソープであり、ブルーリッジ山脈では最も南にあり、長年アパラチアン・トレイルの南側終点である。
その他郡内にある著名な山は、シャープトップ山、シャープ山などがある。シャープトップ山を見るための最良地点はグランドビュー道路沿い、グランドビュー湖ダムからである。

### 主要高規格道路

#### 州間高速道路
- 州間高速道路575号線

#### ジョージア州道
- ジョージア州道5号線
- ジョージア州道53号線
- ジョージア州道53号線産業道路
- ジョージア州道108号線
- ジョージア州道136号線
- ジョージア州道136号線接続路
- ジョージア州道372号線
- ジョージア州道417号線
- ジョージア州道515号線

### 隣接する郡
- ギルマー郡 - 北
- ドーソン郡 - 東
- チェロキー郡 - 南
- バートウ郡 - 南西
- ゴードン郡 - 西

## 人口動態
以下は2000年の国勢調査による人口統計データである。
| 基礎データ - 人口: 22,983人 - 世帯数: 8,960 世帯 - 家族数: 6,791 家族 - 人口密度: 38人/km2（99人/mi2） - 住居数: 10,687軒 - 住居密度: 18軒/km2（46軒/mi2） 人種別人口構成 - 白人: 96.21% - アフリカン・アメリカン: 1.27% - ネイティブ・アメリカン: 0.38% - アジア人: 0.23% - 太平洋諸島系: 0.03% - その他の人種: 1.04% - 混血: 0.84% - ヒスパニック・ラテン系: 2.03% | 年齢別人口構成 - 18歳未満: 23.6% - 18-24歳: 7.7% - 25-44歳: 29.8% - 45-64歳: 25.8% - 65歳以上: 13.2% - 年齢の中央値: 38歳 - 性比（女性100人あたり男性の人口） - 総人口: 95.8 - 18歳以上: 94.2 世帯と家族（対世帯数） - 18歳未満の子供がいる: 31.1% - 結婚・同居している夫婦: 63.5% - 未婚・離婚・死別女性が世帯主: 8.8% - 非家族世帯: 24.2% - 単身世帯: 20.5% - 65歳以上の老人1人暮らし: 7.7% - 平均構成人数 - 世帯: 2.54人 - 家族: 2.91人 | 収入と家計 - 収入の中央値 - 世帯: 41,387米ドル - 家族: 47,123米ドル - 性別 - 男性: 32,039米ドル - 女性: 22,866米ドル - 人口1人あたり収入: 19,774米ドル - 貧困線以下 - 対人口: 9.2% - 対家族数: 6.2% - 18歳未満: 13.2% - 65歳以上: 7.4% |

## 郡政府
ピケンズ郡は単一コミッショナー制を採用することで、ジョージア州で数少ない郡の1つである。

## 都市と町
- ジャスパー - 郡庁所在地
- ネルソン
- トーキングロック
- テイト
- マーブルヒル

### 未編入の町
- ベントツリー
- ビッグカヌー
- シャープ山保護地

## メディア
ピケンズ郡内で発行されている週刊紙が「ピケンズ・プログレス」であり、ジャスパー市の1つの家族で所有し、1887年の発刊である。